# Hortense von Gelmini

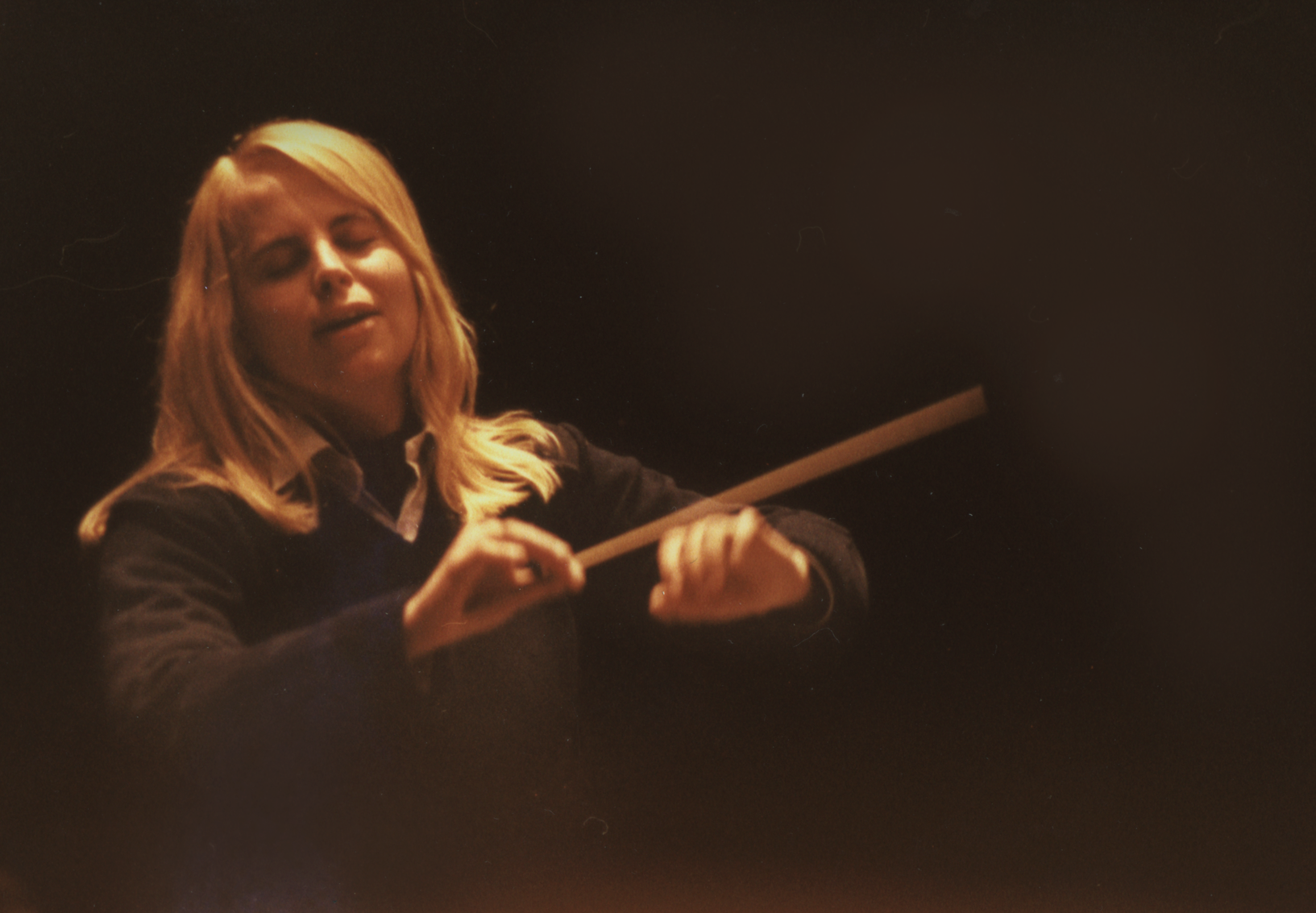
Hortense von Gelmini als Dirigentin, 1975

Hortense Anna Stephanie von Gelmini Edle zu Kreutzhof, verheiratete Freifrau Droste zu Hülshoff (* 14. April 1947 in Bozen, Südtirol, Italien), ist eine Musikerin, Malerin, Schriftstellerin und ehemalige Orchesterdirigentin.

## Leben und Werk

### Kindheit und Studium
Aus der Südtiroler Adelsfamilie Gelmini von Kreutzhof stammend, wuchs Hortense von Gelmini als Tochter des Gutsbesitzers und Importkaufmanns Johannes Anton von Gelmini Edler zu Kreutzhof und der Grafikerin und Malerin Erika von Gelmini in Salurn und Kirchzarten auf. Auf Grund früher Klavierkompositionen wurde sie bereits im Alter von 14 Jahren an der Hochschule für Musik Freiburg immatrikuliert und studierte später Dirigieren bei Herbert Froitzheim und Francis Travis, Komposition bei Wolfgang Fortner, Klavier in einer Meisterklasse von Carl Seemann sowie Cello, Trompete und Klarinette.

### Dirigentin und Pianistin
Als Dirigentin war Gelmini vor allem in den 1970er-Jahren aktiv. 1969 gründete sie das Kammerorchester Orchestra Gelmini, mit dem sie in Deutschland konzertierte, unter anderem mit Solisten wie Fany Solter, und spielte Schallplatten- und Rundfunkaufnahmen ein, darunter eine Aufnahme mit Werken von Schostakowitsch, Roussel und Genzmer. Ab 1974 wirkte Gelmini als Gastdirigentin bei unter anderem den Nürnberger Symphonikern, der Staatsphilharmonie Rheinland-Pfalz, den Hofer Symphonikern, dem Sinfonieorchester des Südwestfunks und – in dieser Position dort als erste Frau –  dem Mozarteumorchester Salzburg. Sie trat unter anderem im Großen Festspielhaus Salzburg auf und arbeitete mit Künstlern wie Ludwig Güttler zusammen. 1980 beendete sie ihre Dirigentenlaufbahn. Ihre CD-Aufnahme von Anton Bruckners Nullter Symphonie mit den Nürnberger Symphonikern wurde 2000 für das Festival Bruckner-Marathon in Carlsbad (Kalifornien) ausgewählt. das sich zum Ziel gesetzt hatte, „some of the greatest Bruckner conductors“ vorzustellen.
Sie wurde in Fernsehporträts des Bayerischen Rundfunks (1975), des Südwestfunks (1975) und des WDR (1980) vorgestellt und war 1975 Gast in der Talkshow Der heiße Draht mit Joachim Fuchsberger. Neben Rezensionen der Fachpresse über ihre Arbeit als Dirigentin erschienen Berichte, die noch heute als Beispiel für Sexismus gegenüber Dirigentinnen gelten. Der Journalist Stefan Aust interviewte sie zum Schwerpunkt Emanzipation der Frau.
Neben ihrer dirigentischen Tätigkeit war sie auch als Pianistin tätig und führte auch eigene Klavierkompositionen wie Tetrade unio mystica (1967) und Ich wär’ so gern enthoben (1982) auf.

### Schriftstellerin

Hortense von Gelmini bei ihrer Festrede zur Preisverleihung des Wettbewerbs „Jugend schreibt“ des Freien Deutschen Autorenverbandes am 16. November 1983 in Stuttgart

Gelmini schreibt Bücher mit Essays und Gedichten zu primär christlichen Themen. Darunter das 1981 erschienene Buch Einblicke, eine illustrierte Sammlung von Essays, einer phänomenologischen Abhandlung und ersten Gedichten, in dem sie u. a. auch ihr Verständnis von Musik, den Musikbetrieb und das Dirigieren von Orchestern reflektierte. 1999 erschien in der Edition L das Werk Augenblicke christlicher Besinnung mit einer Auswahl von 92 Gedichten. Seit 2002 veröffentlicht sie ihre Bücher in dem von ihr gegründeten Verlag LPV-Hortense von Gelmini.

### Bildende Künstlerin
Ab 1976 schuf Gelmini Gemälde und theologisch-philosophisch inspirierte Gemäldezyklen. 1977 nahm der Kunsthistoriker Franzsepp Würtenberger einen Abschnitt über sie in sein Werk Malerei und Musik auf.  Ab 1981 entwickelte sie drehbare Altarretabel, z. B. in St. Michael (Rheinfelden-Karsau) sowie in Kirchzarten (Kapelle des Neuen Friedhofs am Giersberg), und erhielt Aufträge zur künstlerischen Gestaltung von Kirchen. Ihre Altarmalerei sieht sie als „Biblia pauperum“ (Armenbibel); die einzelnen Gemäldetafeln stellt sie „aufs Eck“ und bringt dadurch „das Kreuz auf die Fläche“, so entsteht eine „Kreuzesikonostase“. Seit 2001 stellt sie auch Computergrafiken und Atelier-Kunstdrucke her. Ihr künstlerisches Werk umfasst ca. 900 Bilder und Zeichnungen und wurde in zahlreichen Einzelausstellungen in städtischen und kirchlichen Galerien unter dem Titel „Christlicher Glaube in Bildsymbolik“, u. a. beim 85. Katholikentag 1978 im Historischen Kaufhaus in Freiburg, gezeigt sowie in Büchern, Zeitschriften, Drucken und Kunstpostkarten veröffentlicht. Gelmini gestaltete die Kirche St. Michael in Beuggen-Karsau (Innen- und Außengestaltung, Altarbilder, Kreuzweg), die Friedhofskapelle in Kirchzarten (Altarbilder, Altartisch, Ambo, Sedilien, Weihwasserspender) und die Burgkapelle auf Burg Meersburg (Altarbilder). Einer ihrer Gemäldezyklen wird in einem Schulbuch verwendet.

### Beziehung zwischen Musik, Literatur und Kunst
Gelmini räumt keiner der Künste einen „Primat“ über eine andere ein. Berührungspunkte innerhalb ihres Schaffens gibt es, indem sie sowohl Gedichte als auch Gemälde zu gleichen Themen schuf. Beispielsweise dirigierte sie 1974 die Vier Temperamente von Paul Hindemith, Motive, die sie 1985 auch in vier Bildern malte und 2005 in vier Gedichten umsetzte. Ihr Gemäldezyklus Gehirnmusik – in memoriam Anton Bruckner (1982) enthält ein Bild namens Synästhesie und zeigt eine Verbindung von Denken, Musik und Malerei auf; er wurde unter dem Titel Sieben Fühlstücke 2007 von Hans-Josef Winkler vertont und 2012 in der Schwartzschen Villa in Berlin-Steglitz uraufgeführt. Gelmini schuf nach dem Tod von Otto Gillen Federzeichnungen zu dessen Gedichten, die im Buch Maria Frau der Frauen publiziert wurden. Auch schuf sie die Fotocollage-cover ihrer Musikvideos und -Audios im Internet.

## Privates
Seit 1978 ist Gelmini mit dem Juristen und Autor Wilderich von Droste zu Hülshoff verheiratet, mit dem sie einen Sohn hat. Die Familie wohnt seit 2005 in Horben bei Freiburg im Breisgau. Gelmini führt den Verlag LPV-Hortense von Gelmini und leitete bis 2013 den von ihr gegründeten land- und forstwirtschaftlichen Betrieb mit angeschlossener Brennerei in Horben.

## StiftungLibertas per Veritatem
1993 wurde in Freiburg von Silvia Berk die gemeinnützige Stiftung Libertas per Veritatem gegründet. Seit 1999 ist Gelminis Ehemann Vorstand der Stiftung, deren Zweck es ist, durch Gelminis Werk einen Beitrag zur Erhaltung christlicher Grundwerte in der Öffentlichkeit zu leisten. Hierfür unterhielt sie von 1994 bis 2006 in Freiburg die nichtkommerzielle Galerie Kunstsammlung Hortense von Gelmini, in welcher Ausstellungen ihrer Werke, Vorträge und Lesungen stattfanden.

## Preise
- 2007: Europäischer Regio-Preis / Kulturauszeichnung der gemeinnützigen Kulturstiftung „Pro Europa“[31]

## Veröffentlichungen (Auswahl)
- Einblicke. Zeitkritische Essays und Gedichte, mit Kunstdrucken und Text-Bildmeditationen von Franziskus Eisenbach. Glock und Lutz-Verlag, Heroldsberg 1981, ISBN 33-7738-7009-8
- Der mich liebt und ruft. Text-Bildmeditationen. Informationszentrum Berufe der Kirche, Freiburg, 2. Auflage 1988.
- Mit offenen Armen. Text-Bildmeditationen. Grünewald-Verlag, Mainz 1987 (Texte: Josef Sudbrack), ISBN 3-7867-1285-9.
- Neue Altarbilder im Dienst der Verkündigung – die Altarbilder in der Schlosskapelle der Meersburg. Text-Bildmeditation. Selbstverlag, 1987.
- Maria Frau der Frauen. Zeichnungen zu Gedichten von Otto Gillen. Christiana-Verlag, Stein a. Rhein 1991.
- Das Vaterunser – Gebetbuch für Behinderte und Menschen, die sie begleiten. Verlag Aktuelle Texte, Heiligkreuztal 1994, ISBN 3-921312-58-2.
- Die Friedhofskapelle von Kirchzarten. Text-Bildmeditationen. Stiftung Libertas per Veritatem, Kirchzarten 1995.
- Augenblicke christlicher Besinnung. Gedichte. Edition L, Hockenheim 1999, ISBN 3-930045-84-2.
- Die Kunst Gott zu loben. Leporelli theologischer Gemäldezyklen mit Betrachtungstexten (Bände 1–9). Verlag LPV-Hortense von Gelmini, Kirchzarten, ISBN 978-3-936509-00-7.
- Verwundete Umborgenheit – Bilderwelten. Gedichte 2000–2013 mit Zeichnungen. Verlag LPV-Hortense von Gelmini, Horben 2013.
- Bilder in: Ernest Hello: Sonntag – Der Tag unseres Herrn (Reprint, Hrsg. von Hortense von Gelmini). Aus dem Französischen übertragen von U. W. Sturm. Verlag LPV-Hortense von Gelmini, Horben 2016.
- Verharr nicht im Dunkel. Gesamtausgabe der Gedichte, mit einem Epilog und Zeichnungen von Hortense von Gelmini, Verlag LPV-Hortense von Gelmini, Horben 2018, ISBN 978-3-936509-11-3.
- Beflügelnde Denkweiten – Aphoristische Ausdrücklichkeiten. Aphorismen, flankiert von digital paintings von Hortense von Gelmini, Verlag LPV-Hortense von Gelmini, Horben 2021, ISBN 978-3-936509-17-5

## Diskografie
- Hortense von Gelmini, Nürnberger Symphoniker: Anton Bruckners „Nullte“ Symphonie d-Moll, Colosseum LP SM 558, 1975. Ein digitalisierter Transfer dieser historischen Aufnahme ist frei downloadbar von John Berkys Website.
- Hortense von Gelmini, Orchestra Gelmini: Werke von Schostakowitsch / Roussel / Genzmer. RBM 463 024.
- Die Kunst Gott zu loben. Multimedia-CD, Präsentation von 9 Leporellos mit Texten, Gedichtrezitationen, Musik und einem Filmporträt über Schaffen und Werk Hortense von Gelminis. Verlag LPV-Hortense von Gelmini, Dokumentarfilm von Holger Hillesheim, Texte in Deutsch, Englisch, Französisch, Spanisch, Russisch, Japanisch und Chinesisch, 2002.